# 米莱米丝·马林
米莱米丝·德拉卡里达·马林·波特里列（西班牙語：Milaimys de la Caridad Marín Potrille，2001年3月16日—），古巴女子摔跤运动员，2018年夏季青年奥林匹克运动会女子自由式73公斤级金牌得主、2023年泛美运动会女子自由式76公斤级金牌得主、2024年夏季奥林匹克运动会女子自由式76公斤级铜牌得主。